# Dolenji Boštanj
Dolenji Boštanj is een plaats in Slovenië en maakt deel uit van de gemeente Sevnica in de NUTS-3-regio Spodnjeposavska. De plaats telde 678 inwoners op 1 januari 2020.

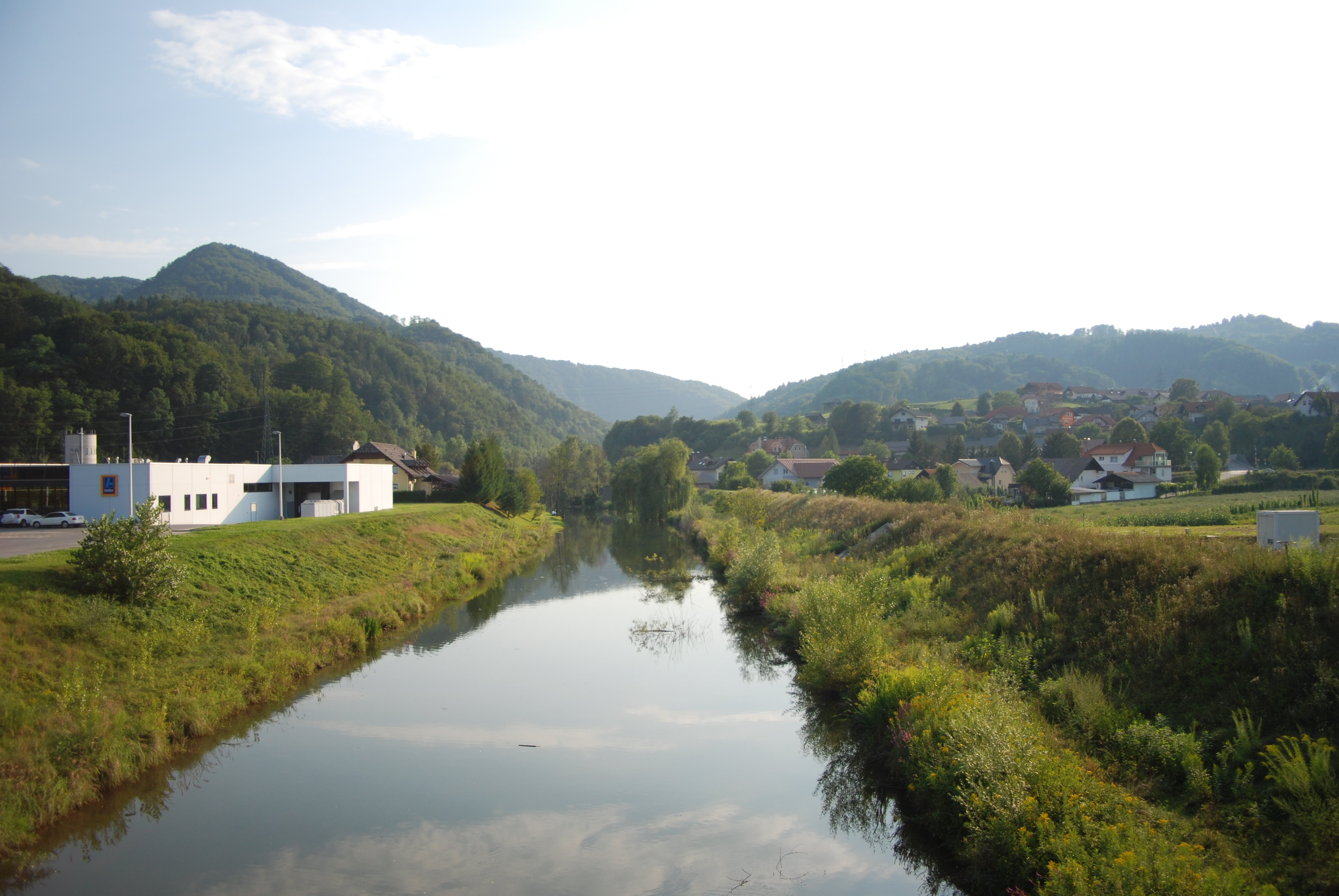
Dolenji Boštanj